# 맹인의 거울
맹인의 거울 (영어: A Mirror for The Blind: Reflections of a Digital Seoul) 은 정무 작가의 장편 소설로, 2023년 5월 25일 처음 출간되었다. 이 작품은 같은 해 9월에 영어로 번역되어 아마존을 통해 출판되었으며, KIRKUS REVIEWS에서는 심사단으로부터 "GET IT"을 얻음으로써 주목을 받았다.
이어서 11월에는 대한민국에서 개정증보판으로 재출간되었으며, 12월에는 IndieReader Approved 도서로 선정되었고, KIRKUS REVIEWS가 선정한 2023년 최고의 독립출판도서 중 하나로도 꼽혔다.
“외모, 성격, 학벌, 직업, 자산, 부모님 직업… 저도 이 정도면 육각형인가요?”
"결혼할 사람 스펙 평가 부탁드립니다. 이 정도면 누가 더 아까운가요?"

## 줄거리
국내 대규모 제조기업의 5년 차 대리인 김영백이 엘리베이터의 마지막 한 칸을 비집고 들어가는 것으로 첫 문장을 시작한다. 마지막 한 칸을 차지한 주인공 김영백은 멀리서 엘리베이터를 불러 세운 뒷사람이 실망스럽게 물러나는 모습을 보며 묘한 쾌감을 느낀다. 평범한 일상이지만 책의 주제 의식을 관통하는 첫 장면을 시작으로, 그 주위 인물들의 시점으로 옮겨가며 안도감과 박탈감을 주고받는 이야기가 진행된다.
10대부터 전 생애에 이르기까지 획일성의 강요, 정상성에 대한 집착이 반복됨을 묘사했다. 그 과정에서 ‘남들처럼’을 부추기는 사회적 압박, 소셜 미디어, 그리고 인플루언서의 영향을 날카롭게 지적하고, 그 속 인물들의 서사를 애틋하게 펴냈다.

## 주요 등장인물
- 김영백: 국내 시가총액 2위 기업, P사의 5년차 대리
- 최인영: 대한민국의 공무원
- 이동주: 국내 시가총액 1위 기업, M사의 프로그램 개발자
- 김지영: 김영백 대리의 동료, P사의 과장
- 가치(가난치료사, 정 과장): P사 퇴사 후, 콘텐츠 크리에이터